# Вартанян, Лаура Николаевна
Лаура Николаевна (Коляевна) Вартанян (арм. Լաուրա Նիկոլաևնա Վարդանյան; 21 октября 1942, Гарни, Армянская ССР, СССР — 7 декабря 1994, Нью-Йорк, США) — советская и армянская киноактриса и танцовщица.

## Биография
Лаура Николаевна Вартанян родилась 21 октября 1942 года в армянском селе Гарни.
В 1964 году окончила Ереванское хореографическое училище.
До 1975 года была танцовщицей и конферансье в Ансамбле песни и танца Армении.
В 1971 году она пришла на кинопробы, на главную роль Натальи в фильме «Хатабала», после чего работала актрисой киностудии «Арменфильм» до 1977 года.
В 1982 году эмигрировала в США.
Умерла 7 декабря 1994 года в возрасте 52 лет в Нью-Йорке.

## Фильмография
- 1971 — Хатабала — Наталья
- 1971 — Хижины надежды — Сурпик
- 1972 — Хроника ереванских дней — медсестра
- 1973 — Приключения Мгера в отпуске
- 1973 — Хаос — Ануш
- 1974 — Человек из «Олимпа» — Арпик
- 1975 — В горах моё сердце — мексиканка
- 1975 — Первая ласточка — Эсмеральда
- 1975 — Рыжий самолёт — Нара
- 1976 — Багдасар разводится с женой — Ануш
- 1977 — Каменная долина — жена Сандро
- 1977 — Поклонись наступившему дню — Эгине